# Skogsklövervecklare
Skogsklövervecklare (Cydia caecana) är en fjärilsart som först beskrevs av Schläger 1847.  Skogsklövervecklare ingår i släktet Cydia, och familjen vecklare. Enligt den svenska rödlistan är arten sårbar i Sverige. Arten förekommer i Svealand. Artens livsmiljö är jordbrukslandskap, stadsmiljö.